# Delage Type DR
La Type DR era un'autovettura di fascia alta prodotta tra il 1927 ed il 1929 dalla Casa automobilistica francese Delage.

## Profilo
Con l'ingresso della Type DR, la Delage volle proporre una vettura più moderna nella fascia tra i 2 ed i 2.5 litri, fino a quel momento occupato dalla Gamma DI. La Type DR propose due motorizzazioni in contemporanea, entrambe a 6 cilindri: una da 2171 cm³ ed in grado di erogare una potenza massima di 38 CV a 3500 giri/min, e l'altra da 2517 cm³, che poteva sviluppare fino a 45 CV a 3600 giri/min. Le versioni erano però diverse, nonostante il telaio utilizzato fosse stato uno ed uno solo, senza modifiche al passo da versione a versione. Queste versioni erano: la Type DR, la Type DRC e le corsaiole Type DR65 e Type DR70. La gamma DR, proposta sia come berlina che come cabriolet, fu tolta di produzione nel 1929 e fu sostituita l'anno seguente dalla Delage DS.